# Олишівська ділянка грабу
Оли́шівська діля́нка гра́бу — ботанічна пам'ятка природи місцевого значення в Україні. Розташована в межах Козелецького району Чернігівської області, на північ від села Будище. 
Площа 5 га. Статус присвоєно згідно з рішенням Чернігівського облвиконкому від 10.06.1972 року № 303; від 27.12.1984 року № 454; від 28.08.1989 року № 164; від 31.07.1991 року № 159. Перебуває у віданні ДП «Чернігівське лісове господарство» (Олишівське л-во, кв. 76). 
Статус присвоєно для збереження частини лісового масиву з високопродуктивними насадженнями граба. 
Пам'ятка природи «Олишівська ділянка грабу» розташована в межах Чемерського ботанічного заказника.